# Bourouba
Bourouba (em árabe: بوروبة) é uma comuna localizada na província de Argel, no norte da Argélia. Sua população era de 71 661 habitantes, em 2008.